# 埃米特·托皮诺
埃米特·托皮诺（英語：Emmett Toppino，1909年7月1日—1971年9月8日），美国男子田径运动员，主攻短跑。他曾代表美国参加1932年夏季奥林匹克运动会田径比赛，获得男子4×100米接力金牌。